# Coupe Spengler 1925
Navigation
Édition précédente Édition suivante
La Coupe Spengler 1925 est la 3e édition de la Coupe Spengler. Elle se déroule en décembre 1925 à Davos, en Suisse.

## Résultats des matchs et classement

### Premier tour
| 28 décembre | SC Riessersee | 0-3 | Université d'Oxford |  |

#### Finale
|  | HC Davos | 0-2 | Université d'Oxford | Eisstadion Davos |

## Référence
Résultats sur International Hockey Wikia